# Kalcium-oxid
A kalcium-oxid (CaO) (más néven égetett mész, oltatlan mész vagy E529) egy széles körben használt szervetlen vegyület, melynek kristályai kalcium- és oxigénionokból épülnek fel. Tiszta állapotban szabályos kockákban kristályosodik. Fehér színű, korrozív, lúgos kémhatású por. A kereskedelemben kapható kalcium-oxid általában más vegyületeket (magnézium-oxidot, szilícium-dioxidot, kis részben alumínium-oxidot és vas-oxidot) is tartalmazhat.

## Előállítása
A kalcium-oxidot általában mészkő hevítésével (mészégetés) állítják elő, ugyanis hő hatására a kalcium-karbonát (CaCO3) kalcium-oxidra (CaO) és szén-dioxidra (CO2) bomlik. A folyamat 825 °C fölött megy végbe.
CaCO3 ↔ CaO + CO2
A folyamat reverzibilis, egyensúlyhoz vezet, ezért a fejlődő szén-dioxidot légárammal el kell vezetni.
A lehűlést követően a kalcium-oxid azonnal elkezdi megkötni a levegőben található szén-dioxidot, és idővel a kalcium-oxid kalcium-karbonáttá alakul vissza. A mészégetés az első, ember által felfedezett kémiai reakciók egyike, már az őskorban is ismerték ezt az eljárást.

## Tulajdonságai
- Vízzel erős hőfejlődés közben reagál, miközben oltott mész - Ca(OH)2 - keletkezik. Ezt a folyamatot mészoltásnak nevezzük:

CaO + H2O → Ca(OH)2 + Q
Exoterm reakció: Q =  1177 KJ/kg, .
- Szénnel, elektromos kemencében, magas hőmérsékleten kalcium-acetilid (kalcium-karbid) keletkezik:

CaO + 3C → CaC2 + CO
- A levegő szén-dioxidjával lassan reagál,és kalcium-karbonáttá alakul vissza, ezért levegőtől elzárva kell tartani:

CaO + CO2 → CaCO3

## Felhasználása
- Az égetett mészből mészoltással kapott oltott meszet használják a habarcs (malter) készítéséhez, illetve környezetbarát meszeléshez (a lakások belső falának kifestéséhez, fertőtlenítéséhez).[2]
- Felhasználják kalcium-karbid, majd acetilén előállítására.
- A 20. századig fertőtlenítőszerként alkalmazták, általában 10%-os oldatban. Hátránya, hogy levegővel és nedvességgel érintkezve hamar elbomlik.[3]
- Élelmiszerek esetén általában savanyúságot szabályozó anyagként alkalmazzák E529 néven. Felhasználják még cukorgyártás során (szennyeződések eltávolítására), pékárukban (stabilizálószerként), valamint állati belek (hurkához, kolbászhoz) tisztítása, és kezelése során. Előfordulhat kakaóban, bélbe töltött húskészítményekben, valamint pékárukban. Napi maximum beviteli mennyisége nincs meghatározva. Élelmiszerek esetén mellékhatása nem ismert.
- További felhasználási területek : bőrcserzés, fémkohászat, kemencék bélése stb.

## Egészségügyi kockázatok
Mivel a mészoltás erős hőfejlődéssel jár, vigyázni kell, nehogy kispricceljen.
Az égetett mész, akárcsak az oltott mész, lúgos jellegű és maró hatású, porát belélegezve légzési nehézségeket, bőrre kerülve égési felmaródást, szembe kerülve súlyos szemkárosodást okozhat. 
Ezért védőkesztyűvel kell dolgozni, illetve bőrrel való érintkezés után bő vízzel le kell mosni.
Ha szembe kerül, azonnal nagyon bő vízzel ki kell öblíteni: egy poharat színültig megtöltünk vízzel, belepillogunk, majd ezt tiszta vízzel többször megismételjük. Semlegesítést nem szabad megkísérelni, azonnal szemorvoshoz kell fordulni.
Porát belélegezni nem szabad, védőálarcot kell viselni.
Ha mészporral, vagy mésztejjel, dolgozunk, teljes látószögű szemüveget kell viselni.